# Al-Andalus

Al-Andalus în 720

Al-Andalus (arabă: الأندلس al-andalus) a fost teritoriul stăpânit de musulmani în Peninsula Iberică în Evul Mediu. Nu se referă la Andaluzia de azi sau cea istorică, ci, în funcție de epocă, este mai mare sau mai mic decât Andaluzia.
Termenul de Al-Andalus se referă la teritoriile din peninsula Iberică și din Septimania (provincie din sudul Franței) care au fost sub ocupație musulmană din anul 711 (prima debarcare a arabilor) și până în 1492 (căderea Granadei). Așadar, Andaluzia actuală, care, de altfel, de aici își trage numele, nu mai reprezintă decât o mică parte din Al-Andalus.

Cucerirea și dominația maurilor (termenul prin care erau desemnați musulmanii în Al-Andalus) a fost pe cât de rapidă pe atât de surpinzătoare și a coincis cu dezvoltarea lumii musulmane. 
„ Cele opt secole de prezență a islamului în Spania (711- 1492) și mai ales în Andaluzia rămân în memoria musulmanilor, a arabilor în special, ca o epocă de aur nostalgică. Pentru Europa medievală, ocupația musulmană a peninsulei, independent de rolul său în formarea mentalității naționale spaniole, stă la originea descoperirii unei civilizații din multe puncte de vedere superioară celei cunoscute atunci, pe plan științific, intelectual și material. ”— Yves Thoraval ,  LAROUSSE Dicționar de Civilizație Musulmană

## Etimologie
Conform istoricului și islamologului german Heinz Halm termenul Al-Andalus provine din arabizarea denumirii vizigote a Spaniei: « *landa-hlauts » (care înseamnă « atribuire de terenuri prin tragere la sorți » fiind format din *landa « pământ » și *hlauts « sorți, soartă »). 
Acest termen a fost preluat de către Mauri și deformat fonetic în al-Andalus, urmărind etapele: landa-hlauts > landa-lauts > landa-luts > landa-lus > Al-Andalus. 
Această ipoteză a fost preluată și de specialiști precum Marianne Barrucand, profesor emerit de artă islamică la Universitatea Paris IV – Sorbonne și specialist în arheologie islamică.

## Fondare
După ce au subjugat întreaga parte nordică a continentului african, arabii și-au îndreptat atenția spre sud-vestul continentului european având cale liberă în anul 711 când șeful arab Tariq ibn-Ziyad traversează împreună cu aproximativ 12 000 de soldați, dintre care majoritatea erau de origine berberă, strâmtoarea care-i va purta numele (« Gebel Tarik », « muntele lui Tarik » care va da mai târziu Gibraltar). Fiind întâmpinați de un inamic slăbit și decadent din punct de vedere politic, reprezentat de regatul vizigoților, arabii îl cuceresc în întregime până în 715 și continuă până în sudul Franței când înaintarea lor este definitiv oprită în 732 de regele franc Carol Martel, între Poitiers și Tours. Aceasta a fost ultima și una dintre cele mai importante campanii militare arabe care a condus la anexarea de către lumea islamică a celui mai întins teritoriu european care a fost vreodată deținut de aceasta.  De asemenea, anul 732 marchează primul centenar de la moartea Profetului. Astfel, la 100 de ani de la moartea celui care a înființat Islamul, arabii sunt stăpânii unui imperiu uriaș, mai mare chiar si decât cel roman la zenitul său. 
Deși părerile istoricilor contemporani sunt împărțite în ceea ce privește faptul că Bătălia de la Tours/Poitiers este sau nu responsabilă pentru salvarea Creștinătății, victoria francilor rămâne un eveniment decisiv în istoria lumii marcând o limită a expansiunii arabo-islamice în Europa, menținerea civilizației vest-europene și începutul feudalismului european.
Momentul decisiv pentru istoria arabilor în Spania sau mai bine spus în Al-Andalus rămâne refugierea în această zonă a ultimului supraviețuitor al dinastiei omeyyade, Abd al-Rahman I, după preluarea puterii de către dinastia abbasidă și masacrarea familiei omeyyade în anul 750.  Cinci ani mai târziu acesta fondează împreună cu partizanii săi Califatul de Córdoba și dinastia omeyyadă din Spania, care va exista până în anul 1031 când provincia Al-Andalus devine un mozaic de mici facțiuni numite taifas (sau în arabă « tawayf »).

## Cronologie
711 – șeful arab Tariq ibn-Ziyad traversează împreună cu războinicii săi strâmtoarea care-i va purta numele – « Gebel Tarik », « muntele lui Tarik »; Gibraltar; 
715 – regatul vizigoților este aproape în întregime cucerit;
732 – regele franc Carol Martel oprește înaintarea arabilor între Poitiers și Tours;
755 – Abd al-Rahman I debarcă în Andaluzia și împreună cu partizanii săi fondează dinastia omeyyadă din Spania cu centrul la Cordoba;
822-852 – Abd al-Rahman al II-lea consolidează administrația după modelul abbasid;
912-961 – domnia lui Abd ar-Rahman al III-lea, apogeul dinastiei;
929 – Abd ar-Rahman al III-lea proclamă Califatul; 
980 – Hisham al II-lea abandonează puterea ministrului său Al-Mansur (m. 1022), în timpul căruia dominația musulmană în Spania atinge cele mai mari dimensiuni;
1009 – Cordoba este aproape distrusă de către berberii răsculați; în secolul al XI-lea statul omeyyad, condus de prinți incompetenți cade în anarhie, fapt ce conduce la fragmentarea Califatului în mai multe facțiuni („taifas” sau, în arabă, tawayf);
1030 – începând cu acest an mai mulți „regi ai unor facțiuni” (reyes de Taifas; în arabă, muluk al-tawayf) se războiesc între ei și nu ezită să se alieze cu creștinii; 
1085 – fărâmițarea favorizeză înaintarea Reconquistei creștine; Toledo este recucerit de către aceștia;
1086 – almoravizii ajung în Spania;
1145 – almohazii ajung și ei în Spania;
1212 – creștinii îi înfrâng pe almohazi la Las Navas de Tolosa;
1236 – căderea Cordobei;
1248 – căderea Sevilliei;
1492 – căderea Granadei.

## Declinul
Puternicul stat musulman creat în Spania începe să decadă după moartea lui Al-Mansur, probabil cel mai important om de stat și general al Spaniei arabe, supranumit Bismarck al secolului al X-lea, și dispare în 1031 lăsând în urmă un mozaic de facțiuni. Această profundă fărâmițare, faptul că regii acestor facțiuni nu ezită să se războiască între ei contribuie la întărirea mișcării creștine de recuperare a Spaniei musulmane numită Reconquista. În 1085 creștinii cuceresc Toledo ceea ce îi incită pe unii regi de facțiuni să-i cheme pe almoravizii din Maroc să le vină în ajutor. Aceștia reușesc să-i înfrângă pe creștini un an mai târziu la Sagrajas și pun capăt principatelor musulmane (cu excepția Saragosei) formând un imperiu care va rezista până în 1145 când va fi ocupat de almohazi care profită de o situație similară cu cea în care almoravizii preluaseră puterea. În timpul almohazilor Sevilla devine capitala unui stat puternic însă nici victoria lor din 1195 de la Ciudad Real nu împiedică inexorabila recucerire creștină. În 1212 forțele creștine coalizate – Castilla, Aragon, Navarra – obțin o victorie zdrobitoare împotriva almohazilor la Las Navas de Tolosa. În 1223 almohazii se retrag din Spania și la scurt timp importante cetăți musulmane cad în mâna creștinilor. Cordoba cade în 1236, Sevilla în 1248 însă un lider arab, Muhammad Al-Ghalib reușește să pună stăpânire pe cetatea muntoasă Granada – Alhambra (Fortăreața roșie) care devine capitala noii dinastii nasride (de la nasr, victorie) și un strălucit centru de civilizație musulmană. Regatul nasrid al Granadei plătește tribut Castiliei și printr-o diplomație inteligentă reușește să reziste până în anul 1492 când alianța Castiliei și Aragonului, pecetluită prin căsătorie de către Regii catolici, condamnă la dispariție și ultimul stat musulman al peninsulei.